# Kansas City Royals
I Kansas City Royals sono una delle squadre professionistiche di baseball della Major League Baseball (MLB), con sede a Kansas City, Missouri. Sono membri della Central division della American League. A partire dal 1973, i Royals disputano le loro gare interne al Kauffman Stadium, precedentemente noto come Royals Stadium. La squadra si è qualificata quattro volte per le World Series, vincendo nel 1985 e 2015 e perdendo nel 1980 e 2014.
Il nome "Royals" nacque in origine da "American Royal", uno spettacolo di bestiame, cavalli, rodeo e una competizione di barbeque tenuta annualmente a Kansas City dal 1899. Tale denominazione si abbina in qualche modo al tema delle altre squadre professionistiche della città, inclusi i Kansas City Chiefs della NFL, gli ex Kansas City Kings della NBA e gli ex Kansas City Monarchs della Negro National League.
Entrati nella American League come franchigia di espansione nel 1969, assieme ai Seattle Pilots, il club fu fondato dall'uomo d'affari di Kansas City Ewing Kauffman. La franchigia vi si stabilì grazie a Stuart Symington, allora Senatore dello Stato del Missouri, che richiese una nuova franchigia per la città dopo gli che i Kansas City Athletics (la squadra della città dal 1955 al 1967) si trasferirono a Oakland, California, nel 1968.
La nuova squadra divenne in breve tempo competitiva, raggiungendo i playoff per sette volte dal 1976 al 1985, vincendo un titolo delle World Series e un altro della AL, guidata da stelle come George Brett, Frank White, Willie Wilson e Bret Saberhagen. La squadra si mantenne su buoni livelli fino metà degli anni novanta, ma ebbe solamente una stagione con un record positivo tra il 1995 e il 2012. Per 28 stagioni consecutive, tra il titolo del 1985 e il 2014, i Royals non si sono qualificati per i playoff della Major League Baseball, una delle strisce negative più lunghe dall'introduzione del sistema delle wild card nel baseball. Tale periodo negativo si chiuse nel 2014 quando la squadra si assicurò la sua prima wild card, raggiungendo le World Series, perse per quattro gare a tre contro i Giants. L'anno seguente si è qualificata nuovamente per la finalissima, dove ha vinto contro i New York Mets il suo secondo titolo, a trent'anni dal primo successo.

## Storia

### 1969-1979: primi anni
I Royals iniziarono a giocare nel 1969 a Kansas City. Nella loro gara inaugurale, l'8 aprile, batterono i Minnesota Twins 4–3 in 12 inning.

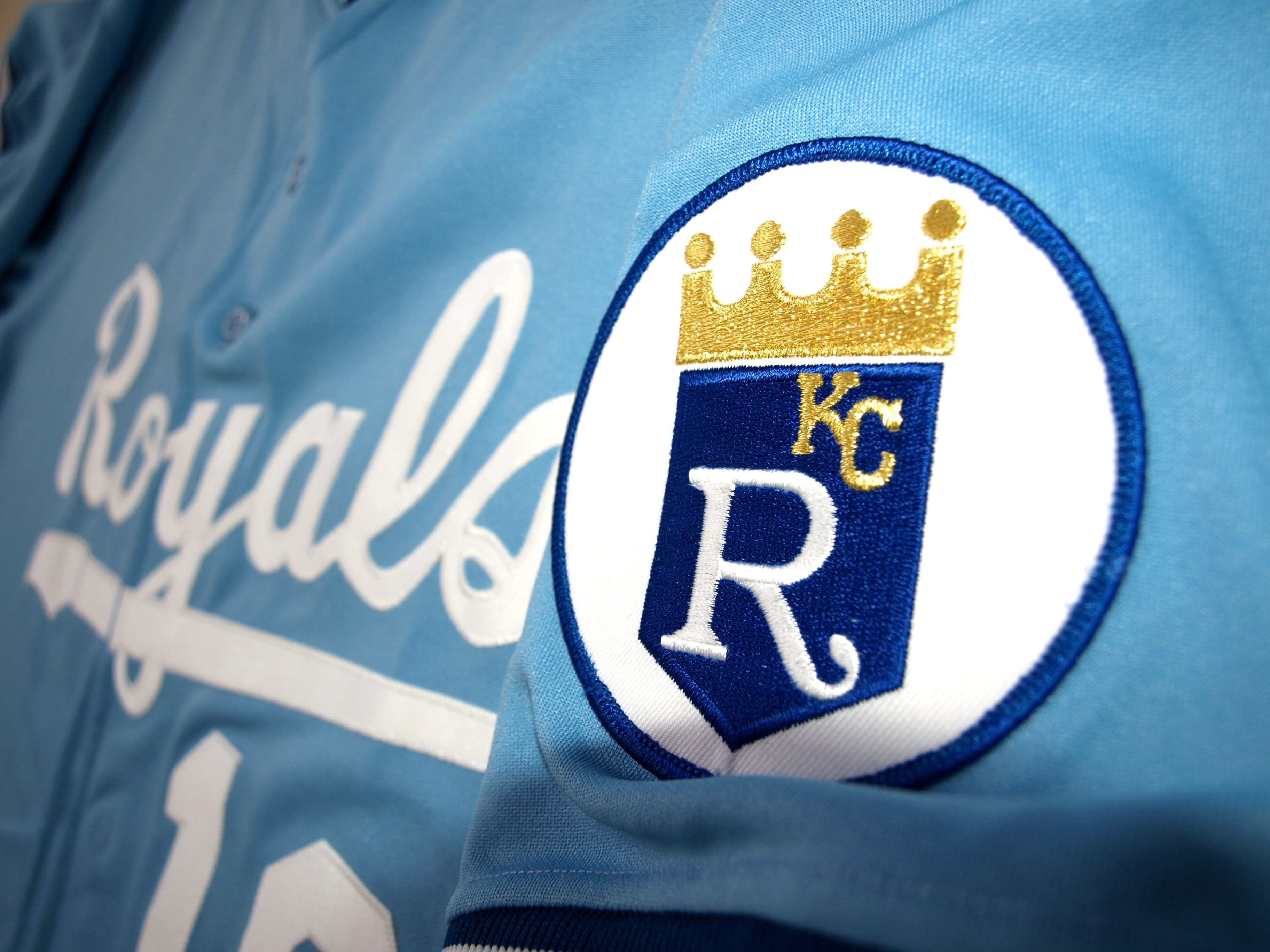
I Royals indossarono le loro caratteristiche uniformi azzurre in trasferta dal 1973 al 1991 e furono reintrodotte nel 2008 come terza maglia

La squadra venne costruita velocemente tramite diversi scambi dal suo primo general manager, Cedric Tallis, inclusi quelli per Lou Piniella, che vinse il titolo di Rookie dell'anno nella stagione regolare, l'esterno centro Amos Otis, che fu la prima stella della squadra, il prima base John Mayberry, il seconda base Cookie Rojas e l'interbase Fred Patek. I Royals investirono sulle loro affiliate della minor league, che avrebbero portato future stelle come i lanciatori Paul Splittorff e Steve Busby, gli interni George Brett e Frank White e l'esterno Al Cowens.
Nel 1971, la squadra ebbe la prima stagione con un bilancio positivo, col manager Bob Lemon che la guidò al secondo posto. Nel 1973, diretti dal manager Jack McKeon, i Royals adottarono le loro tipiche uniformi azzurre in trasferta e si trasferirono dal Municipal Stadium al Royals Stadium (ora noto come Kauffman Stadium).
L'All-Star Game del 1973 fu tenuto al Royals Stadium, con Otis e Mayberry che partirono come titolari per l'American League. L'evento era stato tenuto in precedenza nel 1960 al Municipal Stadium quando gli Athletics avevano sede a Kansas City.
Il manager Whitey Herzog sostituì McKeon nel 1975 e i Royals diventarono presto una franchigia dominante nella Western Division dell'American League, conquistandola per tre anni consecutivi dal 1976 al 1978. Nei playoff però, la squadra fu sempre battuta dai New York Yankees nelle American League Championship Series.

### 1980-1984: periodo di transizione
A fine stagione 1979 dopo un secondo posto nella propria divisione, il GM Herzog fu licenziato e sostituito da Jim Frey. Con questi al comando come GM nel 1980 dopo un'ottima stagione coronata con la vittoria delle West Division, i Royals centrarono le finali delle World Series dopo aver sconfitto in una serrata finale di American League gli allora favoriti New York Yankees, con un fuoricampo di George Brett.
Nelle finali delle World Series trovarono contro i Philadelphia Phillies che vinsero in 6 partite. Nel 1981 ci fu un'eliminazione precoce dagli Oakland Athletics. Nel 1982 i Royals arrivarono secondi dietro i Chicago White Sox. Nel 1983 George Brett fu scoperto usare in una partita con gli acerrimi rivali degli Yankees una mazza più lunga di 17 cm del normale. Malgrado ciò i Royals conclusero una buona stagione grazie anche all'innesto di giocatori che faranno la storia della squadra nel 1985.

### 1985: la vittoria delle World Series
Nel 1985, i Royals vinsero per la sesta volta in dieci anni il titolo della propria division, grazie anche al fresco vincitore del Cy Young Bret Saberhagen che in quella stagione chiuse con un record di 20-6. Nei playoff, nelle finali dell'American League, incontrarono i Toronto Blue Jays che condussero la serie per 3-1, finché Kansas City ribaltò la serie per 4-3. Le finali delle World Series si disputarono contro i St. Louis Cardinals nel derby dello stato del Missouri. Nelle prime battute della serie i Royals si ritrovarono nuovamente in svantaggio per 3-1, ma furono nuovamente capaci di ribaltare la serie per 4-3 vincendo il loro primo titolo. Come miglior giocatore della finale fu eletto Bret Saberhagen,

### 1986-2013
Anche se negli anni successivi la squadra ha avuto fra le proprie file buoni giocatori, non riuscirono più a qualificarsi per i playoff. Negli anni 2000 passarono per il club giocatori del calibro di Zack Greinke, in seguito passato ai Milwaukee Brewers, Carlos Beltrán, Johnny Damon e Mike Sweeney, ma nonostante ciò la squadra non raggiunse i fasti degli anni 1979-1980.
Nel 2012 la squadra vide tra le proprie file future stelle del calibro di Eric Hosmer, Mike Moustakas e Alex Gordon, oltre agli affermati Billy Butler, il 2 volte ALL-Star Joakim Soriae Jeff Francoeur, il veterano Bruce Chen.
Dal mercato dei free agent lasciarono Kansas City Melky Cabrera, rivelazione del 2011, ma giunsero dai Los Angeles Dodgers il 3 volte All-Star Jonathan Broxton che firmò un contratto da un anno dal valore di 4 milioni di dollari e dai San Francisco Giants dallo scambio di Cabrera è arrivato lo starter pitcher Jonathan Sánchez.

### 2015: la seconda vittoria delle World Series
Nel 2015, i Royals vinsero il primo titolo di division dal 1985. Giunsero alla pausa per l'All-Star Game col miglior record dell'American League (52–34) e continuarono a vincere nella seconda parte della stagione. Il 26 luglio la squadra scambiò tre giovani prospetti per il lanciatore All-Star 2014 Johnny Cueto per rinforzare il reparto, oltre ad aggiungere il versatile Ben Zobrist. La stagione regolare si chiuse con un bilancio di 95–67, il migliore dell'American League e della franchigia dal 1980.

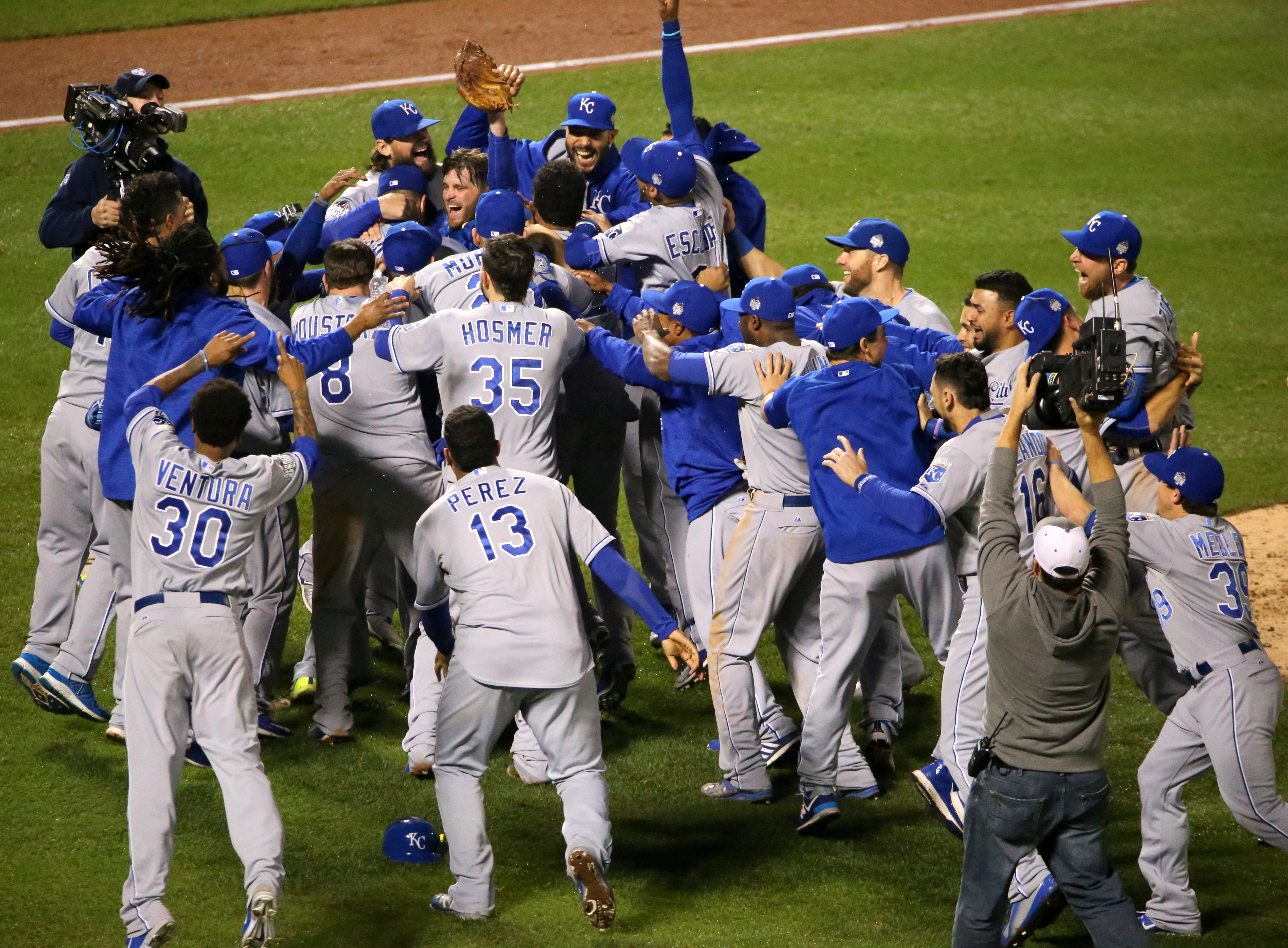
I festeggiamenti dei Royals subito dopo la vittoria delle World Series 2015

Nelle Division Series, i Royals affrontarono gli Houston Astros. In svantaggio 2–1 nella serie e sotto nel punteggio per 6–2 nell'ottavo inning di gara 4, la squadra rimontò segnando cinque punti e vincendo 9–6, prima che un'ottima prova di Cueto in gara 5 la portasse alle ALCS. Lì i Royals superarono i Toronto Blue Jays in gara 6, conquistando un posto nelle World Series 2015 contro i New York Mets.
I Royals vinsero il loro secondo titolo battendo i Mets per quattro gare a una. La vittoria decisiva fu quella per 7-2 in trasferta al 12º inning della quinta partita, dove la squadra era arrivata al nono inning in svantaggio di 2 punti. L'ultima frazione di gioco fu aperta da un singolo di Perez, cui subentrò Jarrod Dyson come pinch-runner che andò a segnare il primo punto del vantaggio. Pérez fu premiato unanimemente come MVP delle World Series.

## Giocatori importanti

### Membri della Baseball Hall of Fame

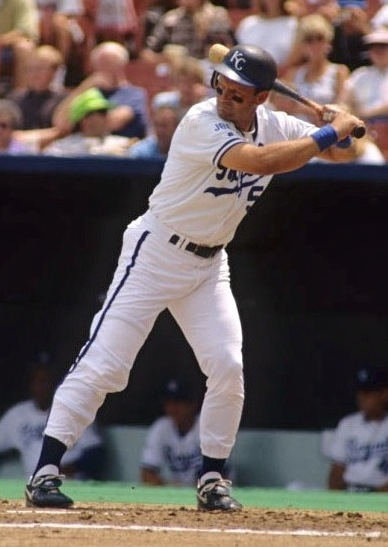
George Brett

| Hall of Famer dei Kansas City Royals |      |
| Giocatore                            | Anno |
| George Brett                         | 1999 |
| Orlando Cepeda                       | 1999 |
| Joe Gordon                           | 2009 |
| Whitey Herzog                        | 2010 |
| Harmon Killebrew                     | 1984 |
| Bob Lemon                            | 1976 |
| Gaylord Perry                        | 1991 |

Nota
I giocatori in grassetto sono riprodotti nella Hall of Fame con la divisa dei Royals.

### Numeri ritirati

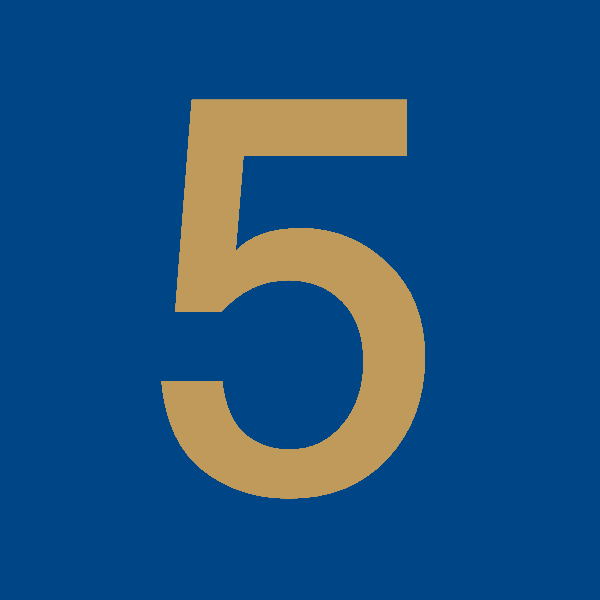
George Brett Ritirato nel 1994
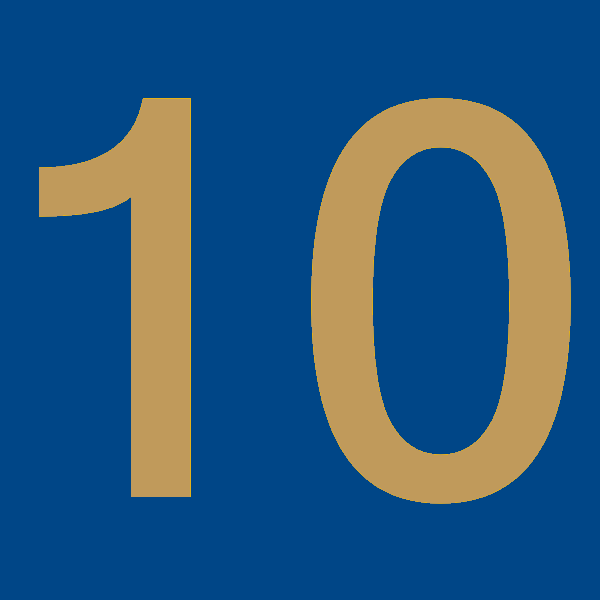
Dick Howser Ritirato nel 1987
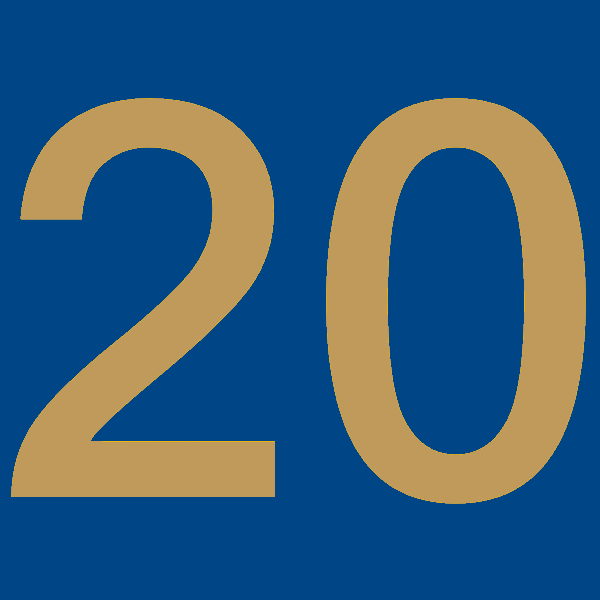
Frank White Ritirato nel 1995
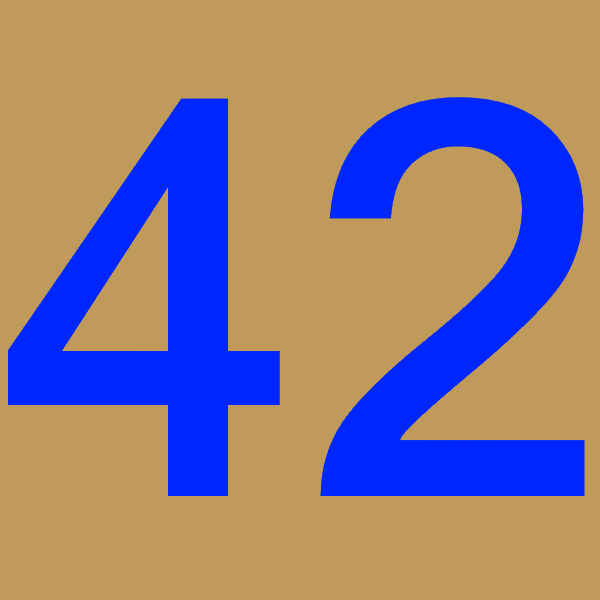
Jackie Robinson Ritirato da tutta la MLB nel 1997

## Record stagionali
- Miglior media in battuta: .390, George Brett (1980)
- Maggior numero di gare: 162, Al Cowens (1977), Hal McRae (1977) e Carlos Beltrán (2002)
- Maggior numero di punti: 136, Johnny Damon (2000)
- Maggior numero di valide: 230, Willie Wilson (1980)
- Miglior % slugging: .664, George Brett (1980)
- Maggior numero di doppi: 54, Hal McRae (1977)
- Maggior numero di tripli: 21, Willie Wilson (1985)
- Maggior numero di fuoricampo: 36, Steve Balboni (1985)
- Maggior numero di grandi slam: 3, Danny Tartabull (1988)
- Maggior numero di punti battuti a casa: 144, Mike Sweeney (2000)
- Maggior numero di basi rubate: 83, Willie Wilson (1979)
- Maggior numero di vittorie: 23, Bret Saberhagen (1989)
- Minore media PGL: 2.08, Roger Nelson (1972)
- Eliminazioni: 244, Dennis Leonard (1977)
- Eliminazioni in una singola gara: 15, Zack Greinke (2009)
- Gare complete: 21, Dennis Leonard (1977)
- Salvataggi: 45, Dan Quisenberry (1983) e Jeff Montgomery (1993)

## Affiliate nella Minor League
| Livello | Team                        | League                  | Luogo                             |
| ------- | --------------------------- | ----------------------- | --------------------------------- |
| AAA     | Omaha Storm Chasers         | Triple-A East           | Papillion, Nebraska               |
| AA      | Northwest Arkansas Naturals | Double-A Central        | Springdale, Arkansas              |
| A+      | Quad Cities River Bandits   | High-A Central          | Davenport, Iowa                   |
| A-      | Columbia Fireflies          | Low-A East              | Columbia, Sud Carolina            |
| Rookie  | ACL Royals Blue             | Arizona Complex League  | Surprice, Arizona                 |
| Rookie  | ACL Royals Gold             | Arizona Complex League  | Surprice, Arizona                 |
| Rookie  | DSL Royals                  | Dominican Summer League | Boca Chica, Repubblica Dominicana |